# Johannes Kaarsberg
Johannes Peder Friedenreich Kaarsberg, född 21 april 1856 i Græse, död 25 mars 1917 i Köpenhamn, var en dansk läkare. Han var bror till Hans Kaarsberg.
Kaarsberg studerade ursprungligen teologi, men övergick till medicin och avlade medicinsk examen 1881. Som kandidat arbetade han först på Børnehospitalet, senare under Frantz Howitz på Frederiksberg Hospital och på Kommunehospitalet, där han även var förste underläkare i kirurgi 1881-91. Han utbildades delvis på barnbördshuset (Fødselsstiftelsen), där han 1891-94 var ordinarie kandidat och förste förlossningsunderläkare. Han blev medicine doktor 1884 på avhandlingen Om den Emmet’ske Ruptur. Efter Asger Stadfeldts död konkurrerade han med Leopold Meyer om professuren i obstetrik, men besegrades. Han utnämndes däremot 1900 till överläkare vid Skt Lukas Stiftelsen, där han bedrev en betydande verksamhet som kirurg. Han tilldelades 1900 professorstiteln och vann anseende som en av Nordens främsta kirurger.